# Groove Garden (festival)
Groove Garden is een Nederlands dancefestival dat sinds 2005 jaarlijks in de openlucht wordt gehouden in de Limburgse stad Sittard. Dit tweedaagse festival wordt ieder voorjaar georganiseerd door Fun Sensation, dat ook de organisatie in handen heeft van onder andere het Oktoberfeest Sittard.
Groove Garden werd voor het eerst georganiseerd op 5 mei 2005. Het begon als een klein eendaags festival, dat slechts een paar honderd bezoekers trok. Het werd de eerste jaren gehouden in de stadstuin Jardin d'Isabelle, achter de Markt. Vanwege het groeiende aantal bezoekers werd het festival in 2010 verplaatst naar het terrein van Zwembad De Nieuwe Hateboer en in 2014 naar het voormalige CIOS-terrein aan de Sportcentrumlaan. Inmiddels trekt het festival jaarlijks zo'n 15.000 bezoekers.
Op Groove Garden worden verschillende house- en dancestijlen gedraaid door vooral nationaal, maar ook internationaal bekende dj's. Het festival is verdeeld over verschillende podia.
Sinds 2009 is er ook een indoor versie, Groove Garden Indoor, dat jaarlijks in het najaar wordt georganiseerd. Sinds 2011 is de Philips Hal in Sittard hiervoor de vaste locatie.